# Acuerdo de Alto el Fuego de Lusaka

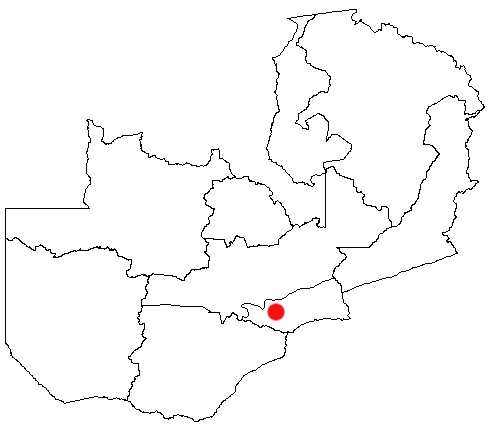
Ubicación de Lusaka en Zambia.

El Acuerdo de Alto al Fuego de Lusaka es un tratado firmado en Lusaka, Zambia, el 10 de julio de 1999 entre Angola, la República Democrática del Congo, Namibia, Ruanda, Uganda y Zimbabue. Más adelante, Jean-Pierre Bemba del Movimiento de Liberación del Congo, lo ratificó el 1 de agosto de 1999, y 50 miembros fundadores del Reagrupamiento Congoleño por la Democracia, el 31 de agosto de 1999. 
La Organización para la Unidad Africana, la ONU y la Comunidad para el desarrollo de África Austral sirvieron de testigos en este pacto. Sin embargo, este acuerdo de Alto el Fuego nunca se aplicó. 